# Po pogrzebie
Po pogrzebie (ang. After the Funeral lub Funerals are Fatal) – powieść kryminalna Agathy Christie, po raz pierwszy wydana w 1953 roku.

## Opis fabuły
Po śmierci Richarda Abernethie rodzina krewnych i powinowatych zostaje po pogrzebie zaproszona do starej posiadłości celem odczytania testamentu. Niespodziewanie siostra zmarłego, Cora Lansquenet, wysuwa wątpliwość co do naturalnej śmierci brata. Kobieta stwierdza, że ma pewne informacje, dobitnie świadczące o tym, że Richard został zamordowany. Mimo pewnego poruszenia nikt nie bierze słów starszej, lekko zbzikowanej ciotki na poważnie. Wkrótce jednak dochodzi do kolejnego nieszczęścia – Cora Lansquenet zostaje zarąbana siekierą we własnym domu podczas snu. Do sprawy włącza się słynny detektyw, Herkules Poirot.
Poirot wychodzi z założenia, że mordercą Richarda i Cory musi być ta sama osoba. Jako pierwszy zabity został jednak Richard, więc należy szukać osoby, która mogłaby życzyć mu śmierci. To jednak okazuje się trudne – wielu członków rodziny żywiło urazę do apodyktycznego krewnego, motywem mogły też być pieniądze.
Wkrótce dochodzi do zamachu na życie panny Gilchrist, przyjaciółki i damy do towarzystwa Cory. Kobieta ledwie uchodzi z życiem. Prawdopodobnie jest ona w posiadaniu jakiejś cennej informacji, którą Cora podzieliła się z nią przed śmiercią. Okazuje się, że staruszka faktycznie podsłuchała swego czasu rozmowę swojej pani z Richardem, który wyznał jej wtedy, że obawia się o własne życie.
Podejrzanych przybywa – niemal nikt z członków rodziny nie ma pewnego alibi na czas śmierci Cory i zamachu na pannę Gilchrist. Poirot zdaje sobie sprawę z trudności śledztwa, jednak wpada na pewien pomysł. Postanawia zebrać wszystkich podejrzanych w domu Richarda pod pretekstem rozdzielenia rzeczy po zmarłym. Detektyw liczy na to, że nieuważny morderca wyda się w podczas rozmowy.
Szwagierka Richarda i Cory, Helen, zdaje się przypomnieć sobie dziwną rzecz w zachowaniu pani Lansquett podczas pogrzebu brata. Sama nie wie, co dokładnie nie pasowało jej w jej zachowaniu, lecz jest pewna, że powinna była na coś zwrócić uwagę. Kiedy w końcu udaje jej się odpowiedzieć samej sobie na to pytanie, postanawia skonsultować się w tej sprawie z prawnikiem rodziny, panem Entwhistle. Jednakże w momencie, kiedy chwyta za telefon, ktoś powala ją silnym ciosem w głowę.
Helen udaje się przeżyć zamach, lecz trafia w ciężkim stanie do szpitala. Nie sposób ustalić winnego ataku na starszą panią, ponieważ w domu obecni byli wszyscy członkowie rodziny. Herkules Poirot znajduje jednak rozwiązanie sprawy.

## Rozwiązanie
Roztargniona i lekkomyślna Cora Lansquenet przez cały czas miała u siebie w domu cenny obraz, który można było bardzo dobrze sprzedać. Nie znała się jednak ani trochę na sztuce i nie zdawała sobie sprawy z posiadanego majątku, w przeciwieństwie do panny Gilchrist. Jej wielkim marzeniem było odzyskanie swojej dawnej herbaciarni – miejsca, gdzie czuła się tak naprawdę szczęśliwa. Pieniądze ze sprzedaży obrazu dałyby jej taką możliwość i to popchnęło ją do ułożenia sprytnego planu morderstwa chlebodawczyni. Kiedy Cora miała udać się na pogrzeb swojego brata, Richarda Arbenethie’go, panna Gilchrist podała jej w herbacie środek usypiający i sama w przebraniu zajęła jej miejsce. Nikt nie domyślił się zamiany, gdyż Cora wiele lat temu zerwała stosunki z rodziną. Jedynie Helen zdołała zauważyć drobne różnice w zachowaniu fałszywej Cory.
Panna Gilchrist w przebraniu Cory specjalnie starała się wysunąć teorię, że Richard Arbenethie nie umarł śmiercią naturalną. Pozwoliło to przypisać późniejszą śmierć Cory przestraszonemu „mordercy” Richarda, który tak naprawdę nie istniał. Po śmierci Cory niby przypadkiem wspomniała, że chciałaby zostawić sobie ów cenny obraz – na którym namalowała z pocztówki dość prymitywny landszaft, by zamaskować rzeczywisty obraz – na pamiątkę po przyjaciółce. Zgodzono się na to bez oporów, gdyż nikt nie domyślał się, jaka jest jego prawdziwa wartość. Kiedy później spadkobiercy Arbenethiego zaczęli kłócić się o spadek po nim, panna Gilchrist bezmyślnie powiedziała, że na jednym ze stolików bardzo ładnie wygląda wazon z kwiatami. W ten sposób morderczyni zdradziła się, gdyż wazonu na stoliku już wtedy nie było i jedyną okazję, podczas której mogła go zobaczyć, miała wtedy, gdy była w domu Arbenethich w przebraniu Cory. Panna Gilchrist została pojmana i osadzona w zakładzie psychiatrycznym.

## Ekranizacje
W 2005 roku premierę miała ekranizacja powieści jako jeden z odcinków serialu pt. Poirot.

### Obsada
- David Suchet – Herkules Poirot
- Robert Bathurst – Gilbert Entwhistle
- Geraldine James – Helen Abernethie
- Michael Fassbender – George Abernethie
- Julian Ovenden – Michael Shane
- Fiona Glascott – Rosamund Shane
- Monica Dolan – Miss Gilchrist
- Lucy Punch – Susannah Henderson
- Benjamin Whitrow – Timothy Abernethie
- Anna Calder-Marshall – Maude Abernethie
- William Russell – Lanscombe
- Kevin Doyle – Inspector Morton
- Dominic Jephcott – Dr Larraby
- Anthony Valentine – Giovanni Gallaccio
- John Carson – Richard Abernethie
- Monica Dolan – Cora Gallaccio
- Annabel Scholey – Miss Sorrell
- Philip Anthony – Vicar
- Vicky Ogden – Janet